# Cantate (Stravinsky)

La  Cantate, dite aussi Cantate sur des textes médiévaux anglais (titre original Cantata), est une œuvre vocale en langue anglaise composée par Igor Stravinsky en 1952. Elle constitue une œuvre de transition entre ses périodes néoclassique et sérielle. La Cantate est écrite pour soprano, ténor, chœur féminin et un petit ensemble instrumental.

## Composition
L'œuvre succède à l'opéra The Rake's Progress. En 1951, au moment de sa composition, Stravinsky apprit la mort d'Arnold Schönberg, dont l'influence sera grande de la Cantate à la fin de la vie de Stravinsky. La cantate fut dédiée  à la Los Angeles Chamber Symphony Society. Stravinsky dirigea le Los Angeles Chamber Symphony pour la première de l'œuvre le 11 novembre 1952.

## Analyse
La Cantate est en sept mouvements, alternant les parties pour chœur et les parties pour solistes, le sixième mouvement étant un duo entre le ténor et la soprano. La durée est environ de 25 minutes. Les mouvements sont :
1. A Lyke-Wake Dirge Versus I: prélude (chœur)
2. Ricercar I (The maidens came) (soprano)
3. A Lyke-Wake Dirge Versus II: 1er interlude (chœur)
4. Ricercar II (Tomorrow shall be) (ténor)
5. A Lyke-Wake Dirge Versus III: 2nd Interlude (chœur)
6. Westron Wind (soprano et ténor)
7. A Lyke-Wake Dirge Versus IV: postlude (chœur)

## Discographie
- Patricia Kern (mezzo soprano), Alexander Young (ténor), The St Anthony Singers, English chamber orchestra dirigé par Sir Colin Davis 1963 Decca 425 622 2 Initialement enregistré pour L'Oiseau Lyre en 1963
- Adrienne Albert (mezzo soprano), Alexander Young (ténor), The Gregg Smith Singers, Columbia Chamber Ensemble dirigé par Igor Stravinsky 1966 Igor Stravinsky Edition volume XI Sony Classical SM2K 46301  Enregistrement que l'on retrouve dans l'intégrale Stravinsky dirige Stravinsky initialement enregistré pour CBS (réédité par Sony)